# Martin Scherber

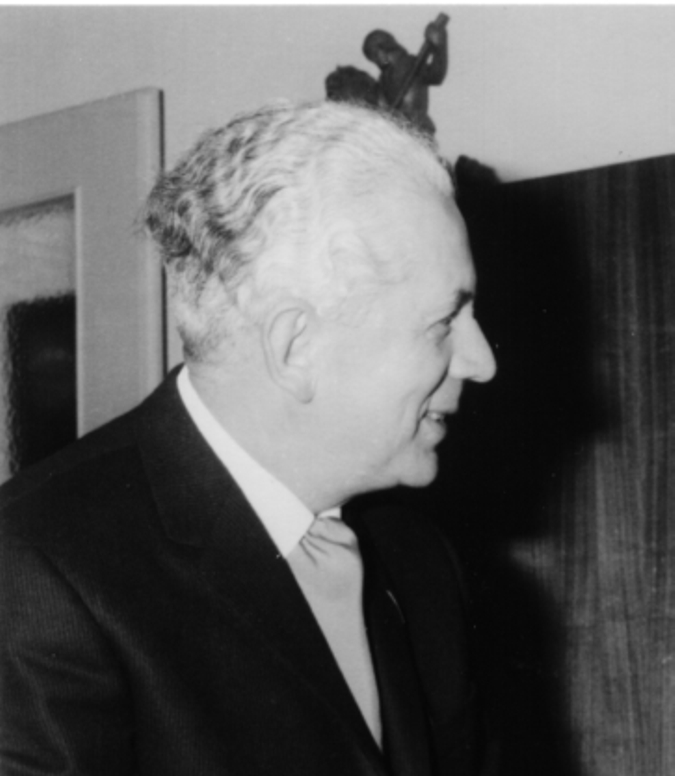
Martin Scherber im Gespräch vor dem Unfall 1969.

Martin Scherber (* 16. Januar 1907 in Nürnberg; † 10. Januar 1974 ebenda) war ein deutscher Komponist. Er entwickelte die von ihm so genannte Metamorphosensinfonik. Durch sein sinfonisches Schaffen führte er die musikalische Sprache der Wiener Klassik und Romantik mit verwandelten und neuen Stilelementen weiter.

## Leben und Wirken

### Kindheit und Jugend
Martin Scherber wurde als drittes und jüngstes Kind von Marie und Bernhard Scherber in Nürnberg geboren. Der Vater wirkte als erster Kontrabassist im Orchester des städtischen Opernhauses.
Scherber besaß neben der musikalischen auch eine große technische Begabung. Daher besuchte er die Oberrealschule. Bereits mit etwa fünf Jahren begann er, Gehörtes auf dem Klavier und der Geige nachzuspielen. Er hatte das absolute Gehör, Noten wollte er nicht lernen. Auf die Interventionen seines Vaters hin akzeptierte er sie schließlich als ein Darstellungsmittel für Musik. Eine seiner Stärken lag später in der Klavierimprovisation. Im Alter von dreizehn Jahren schuf er erste Kompositionen. Weiterführenden Klavierunterricht erhielt er beim Nürnberger Opernkapellmeister Karl Winkler und der Pianistin Maria Kahl-Decker. 1922 trat er in Nürnberg erstmals öffentlich als Pianist im Stadtparksaal bei einem Wohltätigkeitskonzert für die Ruhrhilfe und im Jahr danach im Nürnberger Katharinenbau auch mit eigenen Kompositionen auf. Er befasste sich intensiv mit dem Werk von Johann Wolfgang von Goethe, dessen umfassende Weltsicht ihn inspirierte.

### Studium und musikalisches Wirken

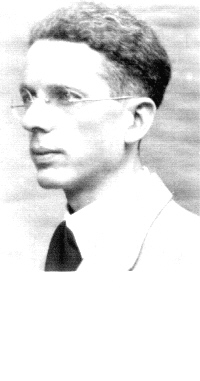
Scherber in Aussig (etwa 1932)

Ab September 1925 besuchte er mit Stipendien die Staatliche Akademie der Tonkunst in München. Gleichzeitig studierte er Philosophie, vermutlich an der Universität München als Gasthörer bzw. später im Selbststudium. Hier befasste er sich besonders mit Erkenntnistheorie, d. h. der Verständigung des tätigen Bewusstseins mit sich selbst und mit der Untersuchung von dessen Eingliederungsmöglichkeiten in das Weltgeschehen.
Über seinen Goethestudien entdeckte er die Schriften Rudolf Steiners. Dessen Hinweise auf erkenntnistheoretischem und spirituellem Gebiet erprobte er mit der ihm eigenen Selbständigkeit. Er erlebte das als einen Zuwachs eines reinen Wahrnehmungsvermögens und durch die energische Steigerung der Aufmerksamkeitskräfte las die Möglichkeit zu tieferen Einsichten und Betätigungsmöglichkeiten. Unter diesem Doppelaspekt erscheint seine Biografie und sein sinfonisches Werk in einem besonderen Licht, d. h. die spätere freie schöpferische Tätigkeit beim Hervorbringen und Gestalten der Metamorphosensinfonien ist eine direkte Folge der dadurch möglich gewordenen künstlerischen Erkenntniserlebnisse.
Im September 1929 trat er eine Stelle als Korrepetitor in Aussig an der Elbe an und wurde dort nach kurzer Zeit Kapellmeister und Chorleiter. Als sein Vertrag im Mai 1933 auslief, zog er sich aus der Öffentlichkeit zurück und lebte als unabhängiger Musikpädagoge und freischaffender Komponist wieder in seiner Geburtsstadt.
Jahrelange Erfahrungen als Soldat im Zweiten Weltkrieg berührten ihn nachhaltig. Nach seiner Rückkehr im Jahre 1946 begann er wieder als Komponist und Privatmusiklehrer zu arbeiten 1948–1950 fertigte er Klavierauszüge von Anton Bruckners Sinfonien Nr. 3 bis 9 an. Er legte die Bearbeitungen Wilhelm Furtwängler und dem Verlag Schott’s Söhne vor. Sie wurden gleichermaßen als gut und werkkonform beurteilt, jedoch bestand kein Interesse an sinfonischen Klavierfassungen. Die Arbeit an den Sinfonien Bruckners war sicherlich eine wichtige Vorbereitung für die Konzeption und Durchführung der großen Metamorphosensinfonien in den folgenden 1950er Jahren, die als seine Hauptwerke gelten, nachdem er seine erste Metamorphosensinfonie bereits 1937/1938 geschrieben hatte.
Der erst allmählich bekannter werdende Scherber spielte durch seinen selbst gewählten Lebensstil im Musikleben seiner Zeit keine Rolle. Ende der 1960er Jahre plante er, erneut öffentlich aktiv zu werden. Er wollte u. a. konzertieren und dabei über vom Publikum vorgeschlagene Themen improvisieren. Eine zunehmende Unkontrollierbarkeit der rechten Hand und ein schwerer Unfall im Jahre 1970 verhinderten das.

### Letzte Jahre, Unfall und Tod
1966 wurde in Krefeld der Bruckner-Kreis von dem Dirigenten Fred Thürmer und Musikfreunden gegründet. Sein Fernziel war, sich um das Werk Martin Scherbers zu kümmern. Scherber selbst beabsichtigte die Metamorphosensinfonien erst nach seinem Tode zu veröffentlichen. Doch Ostern 1970 wurde von verschiedenen Seiten die Idee an ihn herangetragen, sein musikalisches Werk früher zu publizieren. Er stellte sich als Berater zur Verfügung. Die Faksimilepartituren der dritten und ersten Sinfonie erschienen daraufhin als unmittelbare Beiträge zum Nürnberger Albrecht-Dürer-Jahr 1971. Die Drucklegung der F-Moll-Sinfonie folgte zwei Jahre später.
Ende Mai 1970 wurde Scherber während eines Spazierganges von einem Betrunkenen mit dem Auto überfahren und war nach einem achtmonatigen Krankenhausaufenthalt als teilweise Gelähmter jahrelang auf den Rollstuhl angewiesen. Er starb schließlich in Folge einer ärztlich nicht erkannten Zuckerkrankheit an Nierenversagen.

## Werk

### Metamorphosen-Sinfonien
Als seine Hauptwerke gelten die Metamorphosensymphonien. Die 1. Sinfonie in d-Moll schrieb er 1937/1938. Die rund vierzehn Jahre nach seinem ersten sinfonischen Versuch geschaffene 2. Sinfonie in f-Moll (1951–1952) und die unmittelbar folgende 3. Sinfonie in h-Moll (1952–1955) können als gewichtigere Fortsetzungen seines mit der d-Moll-Sinfonie begonnen musikalischen Weges angesehen werden. Er schuf auch Instrumentalmusik, Chorwerke, Lieder und Klavierstücke. Hierher gehört das ‚ABC’, ein Klavierzyklus und Versuch, einige Qualitäten deutscher Sprachlaute einzufangen.
Kenner seiner großen Orchesterwerke bemerkten, wie in ihnen etwas Zeitloses und Universelles lebt. Das mag damit zusammenhängen, dass Scherber zwar an der Akademie die gängigen Kompositionstechniken kennenlernte, später die aktuellen Methoden von Arnold Schönberg und Schülern, sowie von Igor Strawinski, Béla Bartók, Paul Hindemith u. a., und auch später die nach dem Zweiten Weltkrieg bei der Avantgarde herrschend werdenden technischen Medien als substanzielle Basis neuen Komponierens sich verdeutlichte – sich jedoch durch die zunehmende Aufklärung seiner Jugenderlebnisse andersartiges Können und damit innerlichere Wege, Musik hervorzubringen, eröffnete. Er wendete seine technischen Fähigkeiten nach innen, d. h. die an der Außenwelt zu erwerbenden sachlich-nüchternen Handhabungen wurden für seelische und geistige Innenerfahrungen fruchtbar gemacht.
Diese Umwendung befähigte ihn, sich in die heute weitgehend verlorenen und daher unbekannten Ursprungsbereiche der Musik, in welche noch die großen Klassiker bei ihren schöpferischen Tätigkeiten mit dem 'inneren Ohr' und mit immer größerer Bewusstheit vorzudringen versuchten, einzuleben. Zu deren Charakteristikum gehört die Ausweitung des individuellen Bewusstseins ins Universelle. Er nannte das ‚Über-Kreuz-Erleben‘, weil man dabei je nach Einstellung den Außen- und Innenweltgesichtspunkt einnehmen und sich gegenseitig beleuchten lernt. Scherber ging es nicht um die Beseitigung naturwissenschaftlich-technischer Entwicklungen, sondern um die Anregung, ihnen über die geisteswissenschaftliche Arbeitsmethode Seele und Geist, also Menschlichkeit einzuhauchen.
Seine entscheidende Entdeckung dabei war: Die wohlgeleitete meditative Verinnerlichung führe zu den schöpferischen Kräften, welche u. a. die äußere wahrnehmbare Welt hervorbrächten. So errang er sich allmählich einen inneren Keimboden für die immer deutlicher von ihm zu erlebenden musikalischen und geistigen Inhalte. Das frühere träumerische, also halb-bewusste Leben in einer "Musikhülle" und das Empfinden, "hinter die Wände" zu treten, klärten sich dadurch auf. Auch sein Rückzug aus der Öffentlichkeit kann u. a. verständlich werden, dass er, bei der Fremdartigkeit seiner Einsichten für das populäre Bewusstsein, in dauernde Auseinandersetzungen hineingezogen worden wäre.

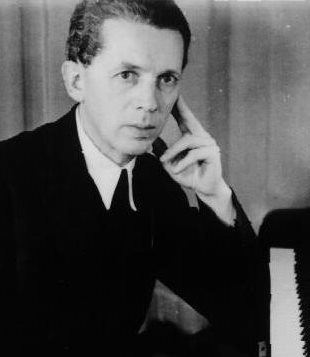
Der Komponist während der Zeit, als er an den Metamorphosen-Symphonien arbeitete, 1951–55.

Die musikalischen Träger für seine Orchesterwerke werden das alles zentrierende Thema, die sich aus ihm durch die gesamte Sinfonie fein webenden, polyphonen Metamorphosen, die strengen Rhythmen und die daraus aufsteigenden dissonierenden und konsonierenden Harmonien. Da es sich hier, nach Scherber, um die künstlerische Verarbeitung des im Quellgebiet der Musik Erlebten handelt, hat der Tonsetzer dafür zu sorgen, dass ein adäquater, vom Ganzen her durchwirkter, raum-zeitlich wahrnehmbarer musikalischer Organismus entstehen kann. Dieser wird zur tönenden Botschaft eines differenzierten, tatsächlich innerlich erfahrenen Kosmos. Daher rührt die von ihm eingesetzte Autorenformel "Sinfonie durch" nicht "Sinfonie von".

„In meiner II. lebe ich z. B. immer bewußt im ganzen Tongeschehen; sorgfältig wache ich, daß der geistige Faden nicht abreißt. D.h. daß es eine durchlaufend durchorganisierte Gestalt bleibt. Etwas den Weltwesen Abgelauschtes. Auf die Frage: Harmonie oder nicht, lasse ich mich gar nicht ein, weil ich ja Inhalte einfange, die wir heutigen Menschen eben noch nicht haben. Und um diese im Tonleib sich darleben zu lassen, brauche ich eben alles. Jedes Ausschließen von irgend etwas würde ja verarmen. Wer z. B. Harmonien ausschließt, kann ja bestimmte Dinge überhaupt nicht mehr aufleben lassen. Der Maler wäre in der gleichen Falle, wenn er z. B. die Gerade oder eine bestimmte Farbe nicht gebrauchen wollte. Der wahren Wirklichkeit gegenüber sind das Mätzchen! --- Ein technischer Apparat läßt sich mit dem gewöhnlichen Bewußtsein herstellen. Ein Kunstwerk, das den anderen Menschen in eine höhere Wirklichkeit weisen soll, kann nur aus einem höheren Bereich durch höheres Bewußtsein geholt werden. Bewußtsein – nicht Trieb, wie Schönberg sagt.“

Scherbers Nähe zu Anton Bruckner ergibt sich aus der Verwandtschaft der inspirativen Erlebnisse. Bruckner ist und bleibt als Mensch und Komponist einmalig. Das mag mit seiner ganz persönlichen Konstitution, kulturellen Einbettung und Zeitgebundenheit zusammenhängen. Scherber sah einen Fortschritt darin, indem die von Bruckner instinktiv und ahnungsvoll erfassten Quellbereiche der Musik durch eine zusätzlich zur musikalischen Ausbildung sich vollziehende spirituelle Schulung ausgeschritten würden. Der erfahrene Inhalt rege dann selbst aus der Eigengesetzlichkeit des Zusammenklingens von Mensch und Welt eine passende musikalische Form an – hier: ein thematisch zentrierter, aus der klassischen Sinfonieform sich entwickelnder Sinfonieorganismus. Inhalt und Gestalt gingen dann konform.
Versuche, eine neue Sinfoniegestalt zu schaffen, gab es seit dem 19. Jahrhundert viele. Richard Wagner u. a. äußerten schon die Absicht, einsätzige Sinfonien schreiben zu wollen. Von Allan Pettersson hörte man: "No one in the 50‘s noticed, that I am always breaking up the structures, that I was creating a whole new symphonic form." "Niemand nahm in den 1950er Jahren zur Kenntnis, dass ich ständig die [alten] musikalischen Formen aufbrach, dass ich [damit] eine gänzlich neue sinfonische Form schuf" etc.

Für Scherber war die Sinfonie in ihrer durch die Jahrhunderte herangereiften musikalischen Universalität keine sich allmählich summierende, zufällige, experimentelle oder auslaufende Erscheinung, sondern der historisch auftönende Weg des menschlichen Ringens um die bewusste Teilnahme am Schöpfungsprozess der Welt. Jeder, ob Komponist, Interpret oder aktiver Hörer könne in der Musik gleichermaßen daran teilnehmen. Folgerichtig zeigen Scherbers Sinfonien Verwandtschaft mit den Werken und Intentionen der großen Schrittmacher des sinfonischen Klanges. Konnte man doch immer wieder von Komponisten, nicht allein von Ludwig van Beethoven, hören:

„Es gehört Rhythmus des Geistes dazu, um Musik in ihrer Wesenheit zu erfassen: Sie gibt Ahnung, Inspiration himmlischer Wissenschaften, und was der Geist sinnlich von ihr empfindet, das ist die Verkörperung geistiger Erkenntnis.“

### Zeitgenossenschaft
Scherber bewegte sich in einem anderen geistigen Umfeld als die auf Arnold Schönberg und Anton von Webern aufbauende Avantgarde der 1950er Jahre. Für Scherber war jeder Ton eine von intellektuellen, emotionalen oder instinktiven Einflüssen freie Tat. Er bewegte sich in den von ihm aufgetanen Tonwelten ähnlich, wie ein Entdecker einen neuen Kontinent erkundet. Inneres Handeln verwob sich mit den Erlebnissen im Quellgebiet des Musikalischen. Er liebte und lebte Musik. Sie bewegte ihn, und er bewegte sie, Musik, die, wie er manchmal äußerte, jedem Menschen eingeschrieben sei, auch wenn dieses heutzutage noch nicht in die persönlichen Bewusstseine fiele – also Weltmusik wäre, welche sich aus dem inneren Zusammenklingen von Mensch und Kosmos ergäbe. Zur F-Moll-Sinfonie schrieb er im Jahre 1962 an Peter von Siemens: 

„Ich darf vielleicht […] andeuten, daß gerade diese zweite Symphonie keine Komposition ist – sondern ein Mysterium – auch für mich! […] Wie eine werdende Mutter erlebte ich den Vorgang des Hervorbringens – nur nicht so unbewußt; erlebte, wie jene Weltenmächte, die den Menschen schaffen, hörbar sich offenbaren wollten.“

 Sein spiritueller Weg erlaubte ihm, die inneren und äußeren Beschränkungen an den Grenzsäumen menschlichen Erlebens langsam zu verschieben, sich also in einer typischen Pioniersituation zu bewegen. Er sprach darum, wie andere seiner Generation – beispielsweise auch Arnold Schönberg – jedoch mit dem angedeuteten anderen Erfahrungshintergrund – von einem bewusst zu gestaltenden Neuanfang der Musik, einem tiefgreifenden Paradigmenwechsel beim Hervorbringen musikalischer Kunstwerke, der weit über die bisherigen klassischen Höhepunkte der Musik hinausführen würde, und sah sich darin als Anfänger. Es ginge eben um das innerlich klare Betreten einer Neuen Welt – einer Quellwelt alles Schöpferischen, die – nicht allein für die Musik – nach Scherbers Erfahrungen unter bestimmten Bedingungen erreicht werden könne. Daher kommt wohl die Konsequenz, Stringenz und Intelligenz – und wohl auch die kontroverse Aufnahme seiner sinfonischen Sprache zu seinen Lebzeiten, heute und in Zukunft.

## Kritik
- „Diese Musik gehört verboten.“ (Hans Börnsen, 1957 nach der Uraufführung der Zweiten, A/BRK-N).
- „…[ohne] musikalische Schöpferkraft[…]“ (Bruno Walter, Brief vom 25. April 1957 zur Dritten an den Komponisten (A/BRK-N)).
- „So eine Musik wollen wir nicht!“ (Alfons Dressel, in den 1950er Jahren, Generalmusikdirektor in Nürnberg zur Zeit vor und nach dem Zweiten Weltkrieg; A/BRK-N).
- „In diesem fast einstündigen kolossalen Satz jedenfalls tritt die Metamorphose auf der Stelle. Bruckners geniales Wissen um Kontraste und Ergänzung in Harmonik und Bewegung hat sich trotz aller Meditation nicht offenbart. […] Eine Musik […] wenig ökonomisch im Einsatz der Mittel und von einer nicht zu überhörenden Langatmigkeit.“ (Peter T. Köster / Klassik heute 11/2001, zur Dritten).
- Scherbers Sinfonie ist „[…]ein schöpferischer Widersinn“ […] „Die Musik klebt an Bruckner so sehr, dass selbst der Begriff des Epigonen merkwürdig blass bleibt.“ [Das Werk ist] „am ehesten lästig in seiner Chimäre der Zeitlosigkeit[…]“ (Reinhard Schulz, NMZ 2001/2002, zur Dritten).
- „[…] die Musik steht allzu sehr außerhalb unserer Zeit. Und dass sie sich keiner angemesseneren, angepassteren Tonsprache bedient, einer heute als ernsthaft verständlichen Sprache, erscheint mir als ihr größter Fehler, ja vielleicht ihr tödlicher. Sie ist ein absoluter Anachronismus.“ (Peter Huber, Brief vom 5. Mai 2005, A/BRK-N).
- „Das ist ja wieder Musik! Aufführen lassen! […]“ (Siegfried Horvath, in den 1950er Jahren, zur Ersten, A/BRK-N).
- „[…] weit wie das Meer, nirgends konstruiert, immer interessant, nie intellektuell – und immer lebendig […]“ (Karl Winkler, ehemaliger Klavierlehrer Scherbers, später Professor in Wien; in den 1970er Jahren, zur Dritten, A/BRK-N).
- „Der Komponist hat die Form der Gattung radikal erneuert, und das auf eine Art und Weise, welche die Wahrnehmung keineswegs erschwert[…]“ […] „Um so erstaunlicher kam für mich die Symphonie Scherbers vor: sie ist modern und trotzdem nicht modern, sie ist zeitlos. Nur ein großer Geist konnte die üblichen, zur „Modernisierung“ der musikalischer Sprache führenden Wege souverän ignorieren und aus den eigenen Tiefen heraus eine Ausdrucksweise gestalten, die mit den so unmusikalischen Experimenten des Jahrhunderts nichts zu tun hat, und trotzdem absolut originell klingt. […]“ (Georg Balan, Begründer von Musicosophia[42]; Brief zur Dritten im Jahr 2004, A/BRK-N).
- „[…] Man vermeint gar nicht mehr Musik zu hören, sondern Weltgeschehen, Schöpfungsgeheimnisse mitzuerleben[…]“  (Ludwig Hölzel, in den 1950er Jahren, A/BRK-N).

## Werke
Klavierwerke
- Kultische Musik zu den Jahresfesten 1946–1951 (Streicher, Klavier)
- Tänze für zwei Klaviere zu je vier Händen
- ABC-Stücke für Klavier (ca. 1935–1965)
- Märchenmusiken (1930 verschollen, 1946)

Klavierbearbeitungen
- Max Reger: Symphonischer Prolog für Großes Orchester von 1908 (1926)
- Anton Bruckner: Sinfonien No. 3 bis 9 (1948–1950)
- Martin Scherber: Sinfonien No. 1 bis 3 (1951–1955)

Sinfonische Musik
- 1. Sinfonie in d-moll 1938, UA 11. März 1952 in Lüneburg; Lüneburger Sinfonie-Orchester, Dirigent Fred Thürmer; danach in 1952 überarbeitet.
- 2. Sinfonie in f-moll 1951–1952, UA 24. Januar 1957 in Lüneburg; Niedersächsisches Sinfonie-Orchester Hannover, Dirigent Fred Thürmer
- 3. Sinfonie in h-moll 1952–1955, UA 1. Dezember 2019 in Barcelona; Orquestra Simfònica Camera Musicae, Dirigent Christoph Schlüren

Vokalwerke
- Lieder mit Klavier (insgesamt 45 erhaltene Vertonungen)
- Goethelieder (1930), 7 Vertonungen
- Stör’ nicht den Schlaf 1936 (Morgenstern)
- Wanderers Nachtlied 1937 (Goethe)
- Kinderliederzyklen 1930/1937 (Scherber (9), Brentano (18))
- Hymne an die Nacht 1937 (Novalis)
- Chöre a cappella (10) und Chöre mit Klavier oder Orchester (3 Stücke)

Texte
- Von Urquellen wahrhaft moderner Kunst und der Allverbindung des vereinsamten Menschen (1972); im Anhang der Partitur zur Zweiten.
- Warum heute wieder Märchen? (1972)
- Aphorismen I + II (1976 und 1993)

## Diskografie
- Sinfonie No. 3 in h-moll, 2001 bei col legno WWE 1 CD 20078; World Premiere Recording. Herausgeber: Peermusic Classical, Hamburg 2001.
- Sinfonie No. 2 in f-moll, 2010 bei cascade
- Sinfonie No. 1 in d-moll, 2017 bei Sterling CDS 1113-2 (Aufn. d. 1. Sinf. August 2014, CD dann 2017 fertiggestellt, aber schließlich erst Anf. März 2018 erschienen)
- Sinfonie No. 3 in h-moll, 2023 bei Aldila ARCD 012 (Gramola CD 98012), umfasst u. a. Live-Einspielung/Uraufführung v. 1. Dezember 2019 als auch zeitlich später erfolgte Studio-Aufnahme